# ۴۷۱ (خورشیدی)
۴۷۱ چهارصد و هفتادمین سال هجری خورشیدی است.